# Taichi Nakamura
Taichi Nakamura (japanisch 中村 太一 Nakamura Taichi; * 5. Januar 1993 in der Präfektur Shizuoka) ist ein japanischer Fußballspieler.

## Karriere
Nakamura erlernte das Fußballspielen in der Schulmannschaft der Tokoha Gakuen Tachibana High School und der Universitätsmannschaft der Niigata University of Management. Seinen ersten Vertrag unterschrieb er 2015 beim ReinMeer Aomori FC. Der Verein aus Aomori spielte in der Tohoku Soccer League (Div. 1). Für den Verein absolvierte er 64 Ligaspiele. 2018 wechselte er zu Vanraure Hachinohe. Am Ende der Saison 2018 stieg er als Tabellendritter mit dem Verein aus Hachinohe in die dritte Liga auf. Nach insgesamt 113 Ligaspielen, in denen er zwanzig Tore erzielte, wechselte er Anfang 2023 zum Sechstligisten Gakunan F Mosuperio. Mit dem Verein aus der Präfektur Shizuoka spielt er in der Tokai Soccer League (Div.2).